# Wayne Fueling Systems

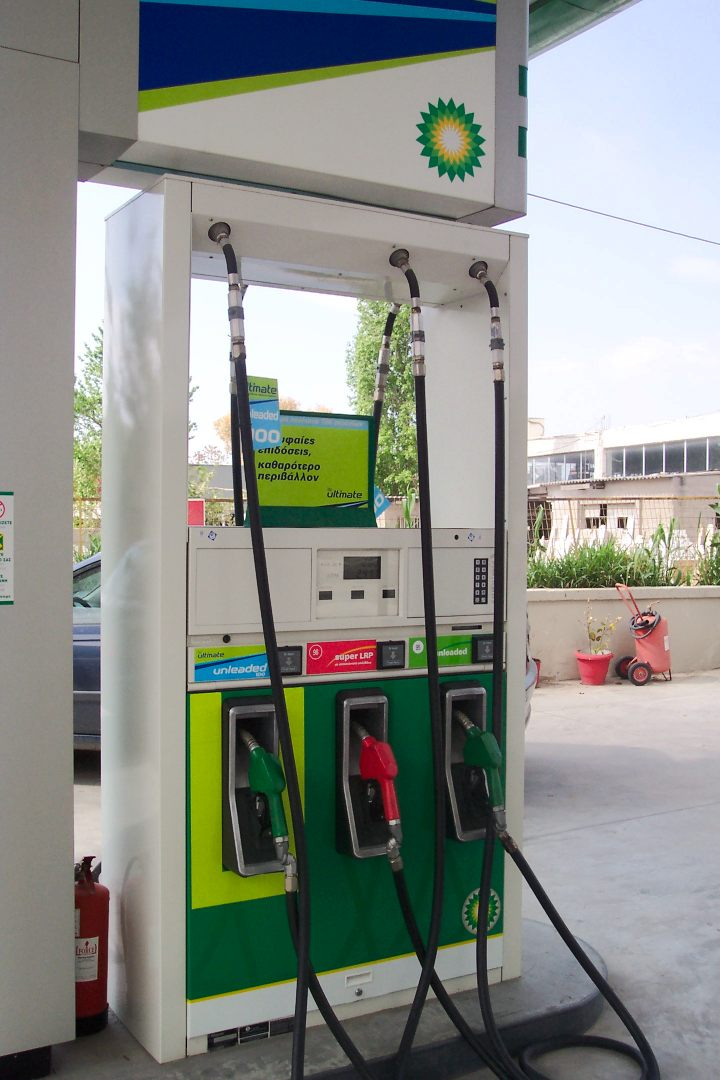
Dresser Wayne

Wayne Fueling Systems är en amerikansk tillverkare av bensinpumpar och betalsystem. Huvudkontoret ligger i Austin i Texas. Dresser Wayne är sedan 1970 representerat av Dresser Wayne AB (tidigare Ljungmans verkstäder) i Sverige som tillverkar och säljer företagets produkter på den svenska och europeiska marknaden. 
Dresser Wayne startade sin verksamhet 1891 under namnet Wayne Oil Tank Company med tillverkning av oljepumpar. Den första bensinpumpen kom ut på marknaden 1907 och öppnade 1910 fabrik i Fort Wayne i Indiana. Företaget har utvecklats en rad innovationer inom bensin- och oljepumpar. Företaget utvecklades till ett världsomspännande företag. 1968 fusionerade man sig med Dresser Industries.